# إنغريد تذهب للغرب
إنغريد تذهب للشرق (بالإنجليزية: Ingrid Goes West)‏ هو فيلم دراما كوميديا سوداء أمريكي من إنتاج سنة 2017، وهو من إخراج مات سبايسر وبطولة أوبري بلازا وإليزابيث أولسن وبيلي ماغنوسن ووايت روسل وبوم كلينتييف وأوشيا جاكسون جونيور. عرض أول مرة في مهرجان صاندانس السينمائي، حصل الفيلم على جائزة والدو سالت لكتابة النص.

## القصة
تتكلم قصة الفيلم عن فتاة مهووسة بمواقع التواصل الاجتماعي من بنسلفانيا تعاني من عقد نفسية، تكتشف أن صديقتها شارلوت لا تدعوها إلى حفل زفافها. هذا الشئ يشعر إنغريد بالغضب لتقوم بمهاجمة صديقتها برذاذ الفلفل الحار على وجهها مما يؤدي لاحقاً إلى مستشفى للأمراض النفسية. بعد ذلك تكتشف في الانستغرام فتاة مشهورة اسمها تايلور، تقوم بعد ذلك بتجميع مال والدتها وتسافر عندها إلى لوس أنجلوس كي تتعرف عليها. تقوم بعد ذلك بتتبعها وتقوم بخطف كلبتها روثكو.

## الممثلون
- أوبري بلازا بدور إنغريد ثوربورن
- إليزابيث أولسن بدور تايلور سلون
- أوشيا جاكسون جونيور بدور دان بينتو
- وايت روسل بدور إيزرا أوكيفي
- بيلي ماغنوسن بدور نيكي سلون
- بوم كليمنتييف بدور هارلي تشونغ
- ميريديث هاغنر بدور شارلوت
- أنجليكا أمور بدور سيندي
- جوزيف برين بدور غارث لافاييتي
- هانا أوت بدور نيكول
- تشارلي رايت بدور تشوك
- دينيس أتلس بدور بوك

## الاستقبال
حصل الفيلم على تقييم 85% بناءً على 158 مراجعة، أثنى النقاد على أداء كل من أوبري بلازا وإليزابيث أولسن وأثنوا على الكوميديا التي في الفيلم. في موقع ميتاكريتيك حصل الفيلم على درجة 71 من 100 وحصل الفيلم على 39 نقد معظمها إيجابي.

## روابط خارجية
- إنغريد تذهب للغرب على موقع IMDb (الإنجليزية)
- إنغريد تذهب للغرب على موقع ميتاكريتيك (الإنجليزية)
- إنغريد تذهب للغرب على موقع روتن توميتوز (الإنجليزية)
- إنغريد تذهب للغرب على موقع قاعدة بيانات الأفلام العربية
- إنغريد تذهب للغرب على موقع ألو سيني (الفرنسية)
- إنغريد تذهب للغرب على موقع Turner Classic Movies (الإنجليزية)
- إنغريد تذهب للغرب على موقع أول موفي (الإنجليزية)
- إنغريد تذهب للغرب على موقع بوكس أوفيس موجو (الإنجليزية)
- إنغريد تذهب للغرب على موقع فيلمافينيتي (الإسبانية)
- إنغريد تذهب للغرب على موقع قاعدة بيانات الفيلم (الإنجليزية)